# Tuorpon sameby

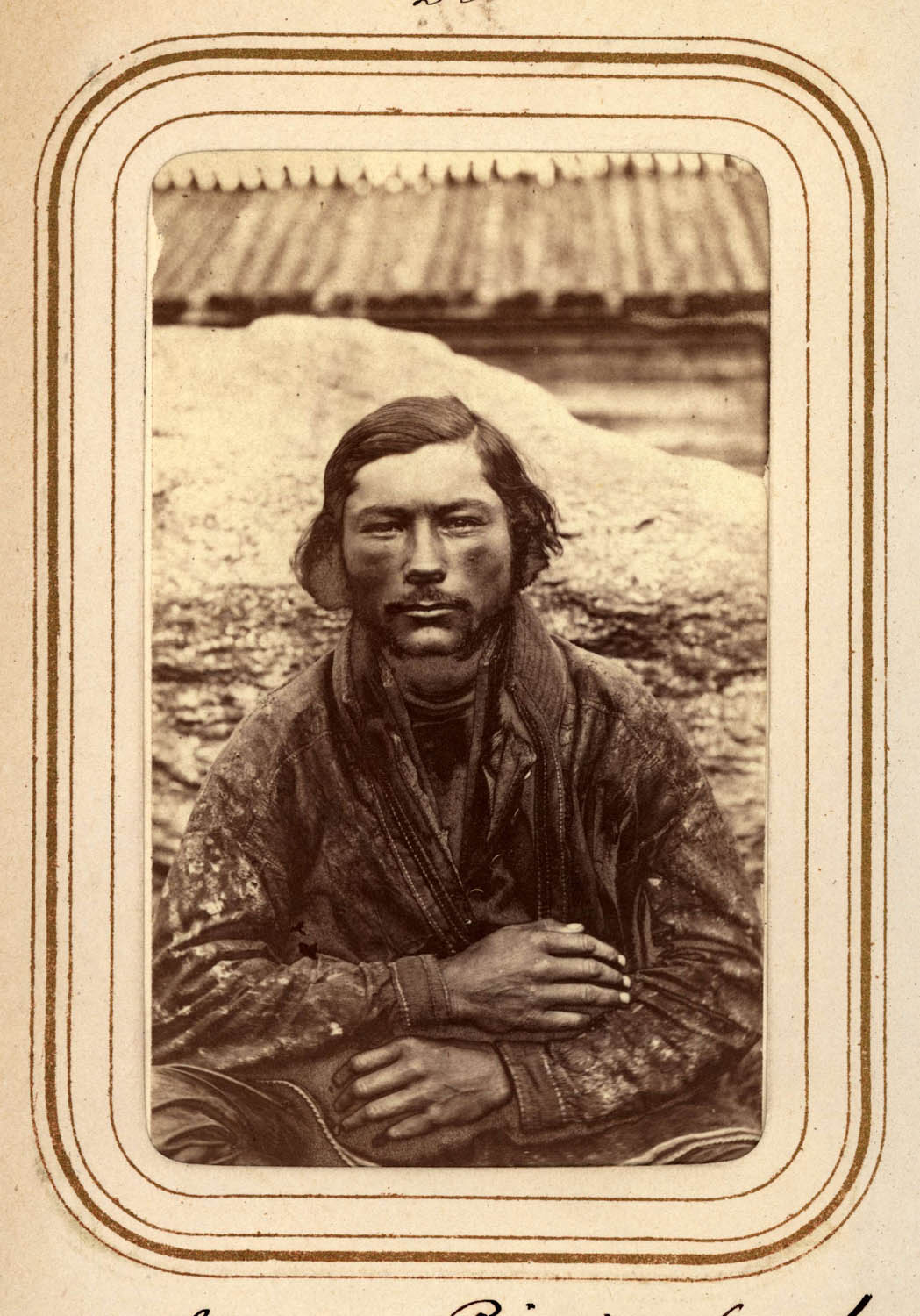
Amma Pirkit Larsson, same från Tuorpon (1868)

Tuorpon sameby är den näst största samebyn inom Jokkmokks kommun, med sina 47 husbönder och 5 500 renar. Det högst tillåtna renantalet är 9 000. I dagsläget har byn 6 vintergrupper och betesområden.
Namnet Tuorpon kommer däremot från en gammal fiskemetod, där man med hjälp av en stång med en klump i ena änden, tuorpon, plaskade i vattnet och skrämde fisk i näten. Men det var först när den svenska förvaltningen ställde krav på skatten och kyrkan som namnet fästes på papper.
I öster gränsar Tuorpon delvis mot Udtja skogssameby.
Pava Lars Nilsson Tuorda, som tillsammans med Anders Rassa deltog i Adolf Erik Nordenskiölds grönlandsexpedition 1883, kom från Tuorpon.